# Laysan-Apapane
Die Laysan-Apapane (Himatione fraithii) ist eine ausgestorbene Singvogelart aus der Gruppe der Kleidervögel (Drepanidini) in der Familie der Finken (Fringillidae). Sie war auf der Insel Laysan endemisch. Das Artepitheton ehrt George Douglas Freeth senior, der 1892 US-amerikanischer Gouverneur von Laysan wurde.

## Merkmale
Die Laysan-Apapane erreichte eine Körperlänge von 13 cm. Kopf, Kehle, Brust und Oberbauch waren leuchtend scharlach-zinnoberrot mit einer schwachen goldorangenen Tönung. Die übrige Oberseite war orange-scharlachrot. Der Unterbauch war dunkelgrau mit einer bräunlich-weißen Tönung. Die Unterschwanzdecken waren gräulich. Flügel, Schwanz, Schnabel, Beine und Füße waren dunkelbraun. Die Iris war schwarz mit einer braunen Kontur. Bei den immaturen Vögeln war das Übergangskleid braun mit einer helleren Unterseite. Bei ihnen hatten die Flügeldecken grüne Federsäume. Im Vergleich dazu ist die Apapane (Himatione sanguinea), die heute noch auf den Hawaii-Inseln vorkommt, durch ein allgemein blutrotes Gefieder, durch die Schwarzfärbung der Flügel und des Schwanzes, durch weißere Unterschwanzdecken sowie einen längeren Schnabel charakterisiert.

## Lebensraum und Lebensweise

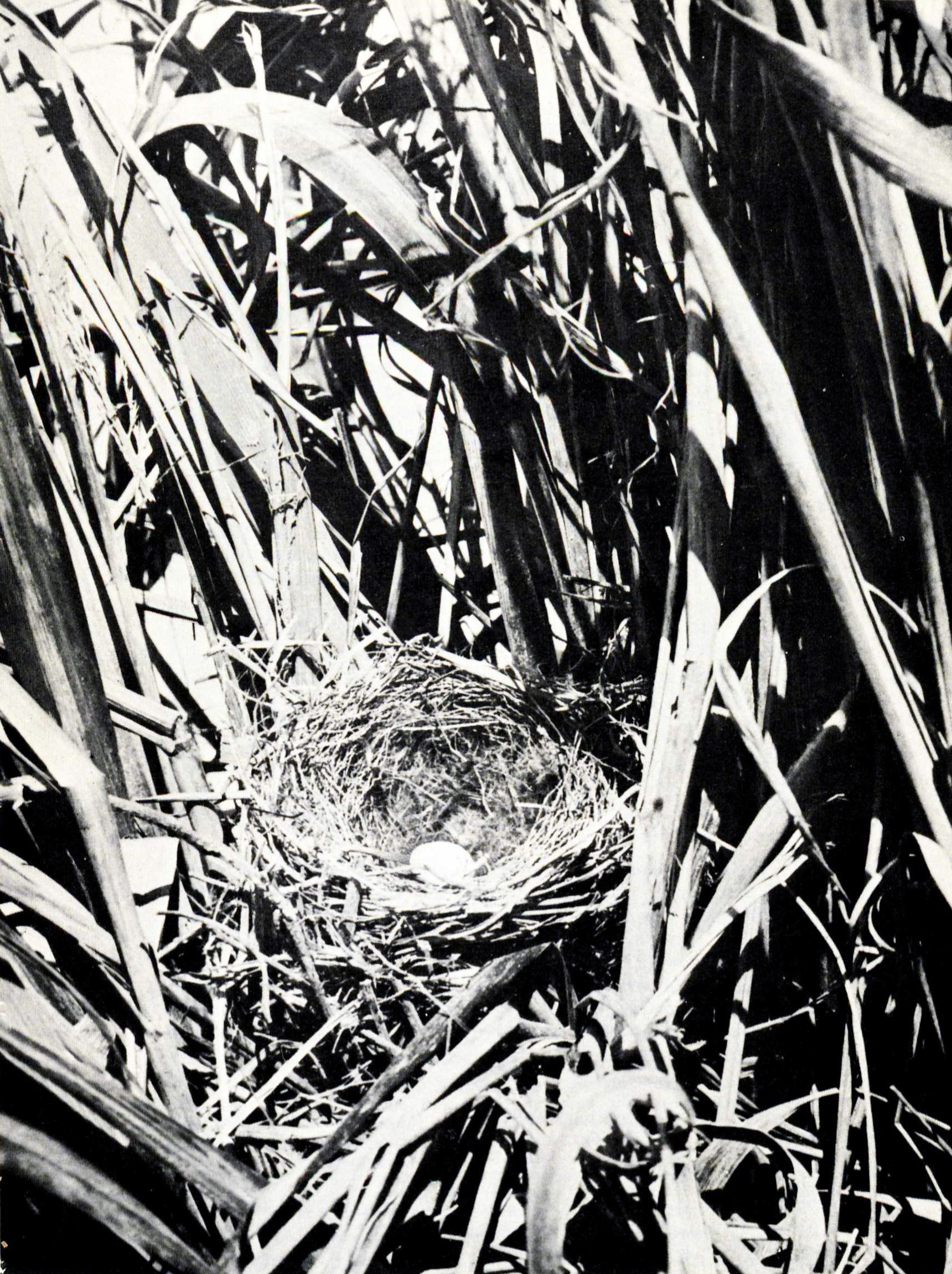
Nest der Laysan-Apapane, fotografiert von Walter Kenrick Fisher

Lebensraum und Lebensweise sind vor allem durch die Beobachtungen des Zoologen Walter Kenrick Fisher (1878–1953) dokumentiert, der sich 1902 auf Laysan aufhielt. Fisher schrieb 1903, dass die Vögel überall auf Laysan zu finden waren, jedoch am häufigsten im Innern der Insel zwischen dem hohen Gras und dem niedrigen Buschwerk. Der Lebensraum befand sich in den offenen Ebenen in der Nähe der Lagune, die offenbar  der Hauptversammlungsplatz für die Landvögel auf Laysan war.

Eier und Nest der Laysan-Apapane wurden zuerst von Hugo Schauinsland beschrieben. Er fand ein Gelege mit drei weißen Eiern, die bräunlichviolette Flecken sowie schokoladenbraune Sprenkel und Flecken um den spitzen Pol aufwiesen. Im Jahr 1899 schrieb er: 

„Bei zweien der Eier betrug der größte Längsdurchmesser 20,5 mm, der Querdurchmesser 14,5 mm, beim dritten waren die Maße 19,75 mm und 14 mm.“

Die Eiablage war ab Mitte Mai. Ein Vollgelege bestand aus vier bis fünf Eiern.

## Nomenklatur und Systematik
Die Laysan-Apapane wurde 1828 während der Lütkeschen Weltumseglung vom Schiffsarzt und Naturforscher Karl Izembek (auch Carl Isenbeck genannt) auf der Insel Moller (= Laysan) entdeckt. Izembek bezeichnete sie als „kleinen rothen Vogel“ mit schwarzen Flügeln, der nicht sehr häufig ist und um die Gebüsche flog. Beschrieben wurde diese Form von Walter Rothschild im Jahr 1892 unter dem Namen Himatione fraithii basierend auf Exemplaren, die Henry C. Palmer und George Campbell Munro im Juni 1891 auf Laysan gesammelt hatten. Rothschild wählte das Epitheton fraithii in Anerkennung von George Douglas Freeth senior, der Palmer und Munro begleitete. Freeth war Manager von Max Schlemmers Guano-Abbau-Betrieb, Amateur-Naturforscher und Gouverneur von Laysan. In seinem Werk The Avifauna of Laysan (1893–1900) verwendete Rothschild die Schreibweisen fraithi, fraithii und freethi. Hier wurde auch George Douglas Freeth erwähnt, was bei der Erstbeschreibung nicht der Fall war.

## Aussterben
Ab 1890 wurden die Guano-Vorkommen auf Laysan im großen Stil abgebaut. Als sich das Guano-Geschäft nicht mehr lohnte, entschied Kapitän Max Schlemmer, ein deutscher Industrieller und Einwanderer, der als „König von Laysan“ bekannt war, im Jahr 1904 Kaninchen auf Laysan auszusetzen, um einen Markt für Kaninchenfleisch aufzubauen. Dieses Geschäft rentierte sich jedoch nicht. Die Kaninchen vermehrten sich daraufhin so stark, dass sie nahezu die gesamte einheimische Vegetation der Insel Laysan kahl fraßen. Nachdem die Kaninchenplage im Jahr 1923 beseitigt war, wurde erst das desaströse Ausmaß sichtbar. Nur noch wenige Bäume waren übrig, dafür jedoch Unmengen von Sand. 1911 wurde der Bestand der Laysan-Apapane auf etwa 300 Individuen geschätzt. Als 1923 Mitglieder der Tanager-Expedition, darunter Alexander Wetmore, auf der Insel waren, wurden nur noch drei Exemplare gezählt. Dem Ornithologen Donald Dickey gelang es in dieser Zeit die einzige Filmaufnahme von einem singenden Vogel auf einem Kalkhügel zu drehen. Bald darauf fegte ein dreitägiger Sandsturm über Laysan hinweg, der das Aussterben der Laysan-Apapane besiegelte.